# Rock 'n' Rodent
Rock 'n' Rodent è un film del 1967 diretto da Abe Levitow. È il ventottesimo dei 34 cortometraggi animati della serie Tom & Jerry prodotti da Chuck Jones con il suo studio Sib-Tower 12 Productions. Venne distribuito il 7 aprile del 1967 dalla Metro-Goldwyn-Mayer. Il titolo del cortometraggio è un gioco di parole sul Rock and roll.

## Trama
È notte fonda. Nell'appartamento in cui vive, Tom legge un libro, dopodiché attiva la sveglia e va a dormire. Intanto, nella sua tana, Jerry si sveglia e, dopo essersi preparato, si reca in un locale notturno dove lavora come batterista. Mentre Jerry e il resto della banda suonano, Tom cerca di dormire con dei tappi nelle orecchie, ma non ci riesce per il troppo rumore. Cerca allora di far cessare il rumore prima allagando il locale e poi segando il pavimento di legno, ma ogni volta finisce per procurare dei danni a un altro appartamento. Alla fine Tom decide di tapparsi le orecchie, di bendarsi la testa per non sentire la musica e di andare a dormire. Poco dopo la banda finisce di suonare e Jerry, completamente stanco, torna nella sua tana e va a dormire. Anche Tom si mette a dormire, ma all'improvviso la sveglia suona. Mentre Tom cerca di spegnerla, Jerry gli dice di fare silenzio, così Tom si mette a urlare e scappa via sfondando il muro, mentre il Sole sorge. Jerry, confuso, torna nella sua tana a dormire.